# Cosimo Caliandro
Cosimo Caliandro (Italia, 11 de marzo de 1982-10 de junio de 2011) fue un atleta italiano especializado en la prueba de 3000 m, en la que consiguió ser campeón europeo en pista cubierta en 2007.

## Carrera deportiva
En el Campeonato Europeo de Atletismo en Pista Cubierta de 2007 ganó la medalla de oro en los 3000 metros, con un tiempo de 8:02.44 segundos, por delante del francés Bouabdellah Tahri y del español Jesús España (bronce).